# Itunes Ping
iTunes Ping var ett socialt nätverk gjort av Apple implementerat i iTunes. Det lanserades 1 september 2010 och stängdes ned 30 september 2012, drygt två år senare.. iTunes Ping användes för artister att dela med sig av sin musik till fans och likt som Facebook och Twitter, att följa sina vänner. När Apple Music lanserades år 2015 återanvändes idén för ”Connect”-funktionen att låta ”Verifierade artister” lägga ut uppdateringar på sina artistsidor.

## Kritik
Det sociala nätverket fick kritik efter lansering för att vara homofobt då de censurerade Lady Gagas statusuppdateringar om homosexualitet.